# Магомедов, Расул Магомедович (историк)
Расу́л Магоме́дович Магоме́дов (14 апреля 1910 года, Гапшима, Дагестанская область — 8 февраля 2005 года, Махачкала, Дагестан) — советский и российский учёный: историк-кавказовед, этнограф, этнолог, археолог, государственный и общественный деятель, просветитель. Основоположник исторической науки в Дагестане. Первый Профессор Дагестана. Первый Доктор исторических наук Северного Кавказа. Народный комиссар просвещения ДАССР. Заместитель председателя Дагестанской базы АН СССР. Заслуженный деятель науки РСФСР и ДАССР, член НАН Дагестана. Лауреат Государственной Премии РД в области общественных наук. Известен как «Патриарх исторической науки» Дагестана. Расул Гамзатов назвал его «последним наибом имама Шамиля».

## Биография
Родился в селе Гапшима, по национальности — даргинец. В 1934 году окончил исторический факультет Дагестанского педагогического института. С 1934 по 1937 год проходил аспирантскую подготовку при Московском институте философии, истории и литературы под руководством А. А. Тахо-Годи. В 1937 году защитил кандидатскую диссертацию, в 1948 году — докторскую. В 1936—1937 годах работал младшим научным сотрудником Института истории АН СССР. С 1937 по 1941 год — директор НИИ национальной культуры (ныне Институт истории, языка и литературы). С 1945 по 1950 год — заместитель председателя Дагестанской базы АН СССР. С 1943 по 1945 год — народный комиссар просвещения ДАССР. С 1950 года — заведующий кафедрой истории СССР ДГУ. Воевал в Великой Отечественной войне.
Является автором более 400 публикаций, среди которых более 20 фундаментальных монографий, по истории, этнографии и культуре народов Дагестана. Изучал историю восстания горцев Дагестана и Чечни (1877), Кавказскую войну и движения горцев под руководством Шамиля, став признанным авторитетом в этой области. За консультацией по истории Кавказской войны к нему обращались даже крупные востоковеды СССР. Так, академик И. Ю. Крачковский писал:
«Вы много занимались эпохой Шамиля, и думаю, что мой вопрос не причинит Вам особого труда. Некоторые алжирские арабисты упоминают о переписке, которую Шамиль вел со знаменитым Абдал-Кадиром алжирским по поводу событий 1860 года в Дамаске. Мне ничего по этому поводу не попадалось в руки. Я был бы очень благодарен, если бы Вы не отказались сообщить, не встречались ли Вам какие-либо документы по этому поводу и нет ли об этом специальных упоминаний в русской или кавказской литературе. Мне стало как-то не по себе, что алжирцы об этом имеют какие-то сведения, а я ничего не знаю. Очень обяжете, сообщив Ваше мнение. Уважающий Вас И. Крачковский. 8 апреля 1948 г.».

Он оценивал Кавказскую войну как прогрессивную, за что был снят с должности заместителя председателя Дагестанской базы АН СССР, лишен звания доктора наук и профессора. Ему пришлось вторично защищать докторскую диссертацию.
Был главным редактором и автором большинства статей научных сборников «Вопросы истории и этнографии Дагестана» (1970—1976). При нём было положено начало созданию фонда восточных рукописей в ДГУ и создан историко-этнографический музей в Даггосуниверситете.
Почётный гражданин Махачкалы (19.04.2001 г., постановление № 579-А).

## Публикации
- Магомедов, Р. М. Восстание горцев Дагестана в 1877 г. — Махачкала: Дагестанское книжное издательство, 1940. — 79 с.
- Магомедов, Р. М. Общественно-экономический и политический строй Дагестана в XVIII - начале XIX в.. — Махачкала: Дагестанское книжное издательство, 1957. — 408 с.[4]
- Магомедов, Р. М. Легенды и факты о Дагестане : из записных книжек историка. — Махачкала: Дагестанское книжное издательство, 1963. — 143 с.
- Магомедов, Р. М. Памятник истории письменности даргинцев XVII века. — Махачкала: Дагестанское книжное издательство, 1964. — 80 с.
- Магомедов, Р. М. Народы Советского Дагестана / Р. М. Магомедов, В. П. Дзагурова. — Махачкала: Дагестанское книжное издательство, 1967. — 30 с.
- Магомедов, Р. М. Легенды и факты о Дагестане : из записных книжек историка. — Махачкала: Дагестанское книжное издательство, 1969. — (240).
- Магомедов, Р. М. Дагестан. Исторические этюды. — Махачкала: Дагкнигоиздат, 1971. — 268 с.
- Магомедов, Р. М. По аулам Дагестана. — Махачкала: Дагучпедгиз, 1977. — 141 с.
- Магомедов, Р. М. Борьба горцев за независимость под руководством Шамиля. — Махачкала, 1991. — 134 с.
- Магомедов, Р. М. История Дагестана для 8 класса. — Махачкала: Дагучпедгиз, 1991. — 144 с.
- Магомедов, Р. М. История Дагестана / Магомедов, Р. М., Магомедов, А. Р. — Махачкала: Дагестанское книжное издательство, 1994. — 267 с.
- Магомедов, Р. М. Два столетия с Шамилем. — Махачкала, 1997. — 75 с. — (Библиотека фонда Шамиля).
- Магомедов, Р. М. Даргинцы в дагестанском историческом процессе. — Махачкала: Дагест. кн. изд-во, 1999. — 419 с. — ISBN 5-297-00577-9.
- Магомедов, Р. М. Единство народов — великое благо Дагестана. — Махачкала: Даг. кн. изд-во, 2001. — 78 с. — ISBN 5-297-01336-4.
- Магомедов, Р. М. История Дагестана: очерки и документы. Избранные труды в 6-ти томах. — Махачкала: Даг. кн. изд-во, 2004. — 432 с. — ISBN 297-00718-6.
- Магомедов, Р. М. Вековые ценности Дагестана. — Махачкала: Юпитер, 2005. — 528 с.[5]
- Магомедов, Р. М. Хронология истории Дагестана. — Махачкала: Эпоха, 2012. — 199 с.

## Критика
Кандидат исторических наук А. Б. Закс в своей диссертации «Из истории первого периода Имамата Шамиля Ташев Хаджи — наиб Шамиля» (1944) раскритиковала работу Р. Магомедова «Борьба горцев за независимость под руководством Шамиля». Данную работу А. Б. Закс называет простой и примитивной в изложении событий. Глава о мюридизме собрана на основе комбинаций высказываний военных историков без своих собственных анализов источников, а также изобилует фактическими ошибками и неряшливостями технической редакции. Сложная обстановка избрания Шамиля имамом передаётся без какого-либо комментария цитатой из «Сказания Гаджи-Али», искажающей действительную обстановку.

## Память

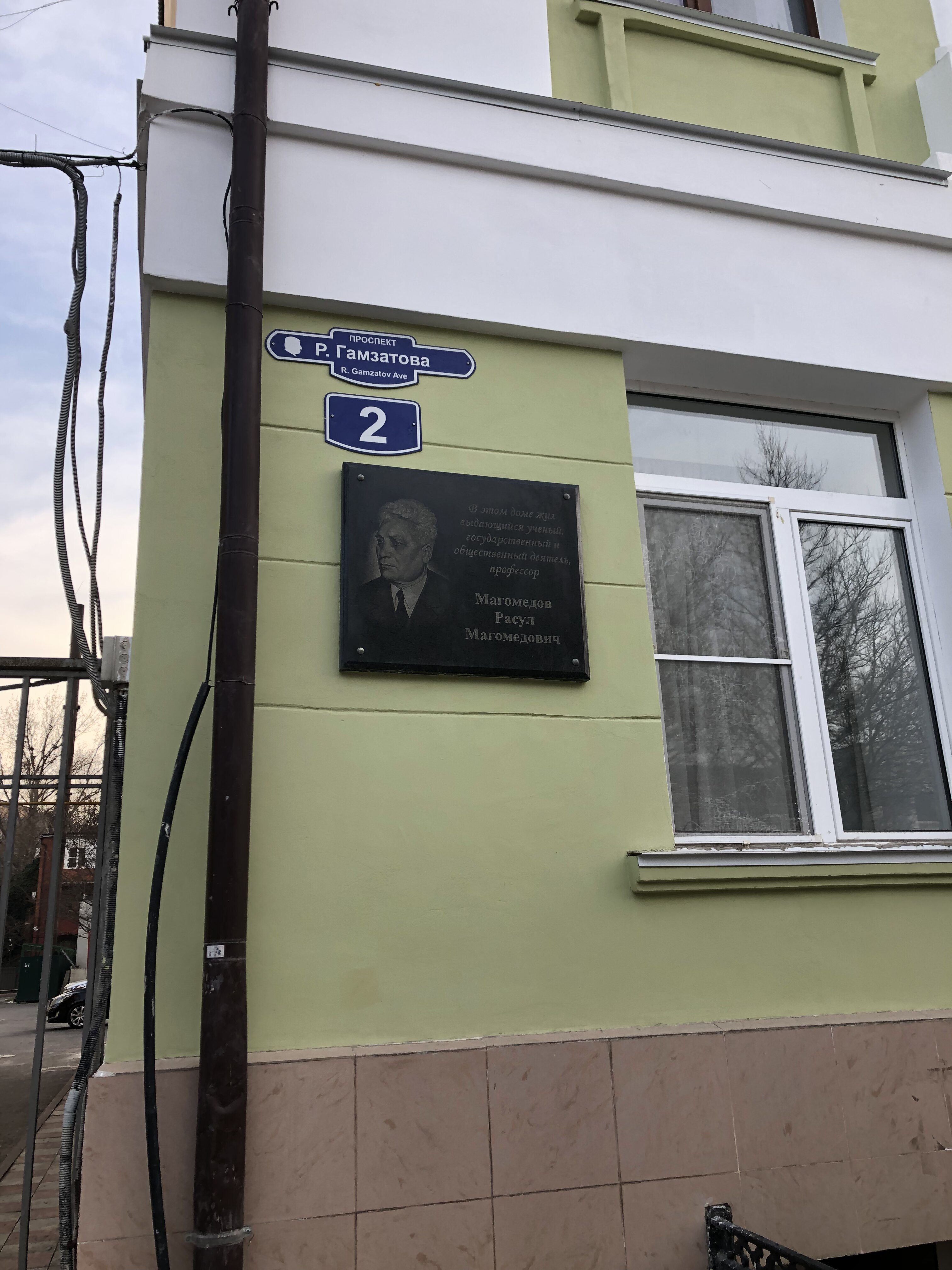
Мемориальная доска на доме Расула Магомедова в Махачкале

- 14-15 апреля 2010 года в Махачкале была проведена Международная конференция, посвящённая 100-летию со дня рождения профессора Р. М. Магомедова, «Актуальные проблемы истории Кавказа».
- 15-16 ноября 2013 года в Махачкале прошли Первые Всероссийские (с международным участием) историко-этнографические чтения, посвящённые памяти профессора Магомедова. Вторые чтения прошли 17 декабря 2014 года. Третьи — в 2016 году[7]. Четвёртые — в 2017 году. Пятые — 12 апреля 2018 года[8].

- С 11 по 12 апреля 2019 года в ДГУ проходили Шестые Всероссийские историко-этнографические чтения, которые были посвящены профессору Магомедову. На мероприятии были высказаны мнения о неоценимом вкладе профессора в историческую науку Дагестана[1].
- В ноябре 2020 года прошли Седьмые Всероссийские историко-этнографические чтения, посвящённые Магомедову[9].
- Восьмые чтения, посвящённые памяти Магомедова, прошли в ДГУ в 2021 году[10].